# Mykines
Mykines (dánul: Myggenæs) Feröer legnyugatibb szigete, és egyben az egyik legkisebb területű is. Egyetlen települése az azonos nevű Mykines.

## Földrajz

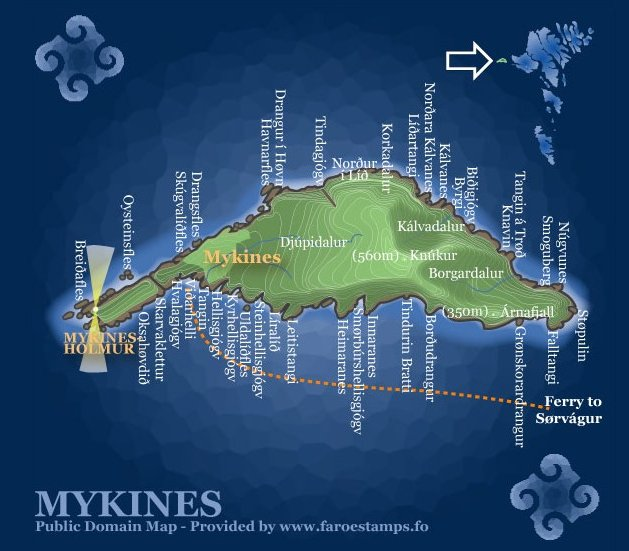
Mykines térképe

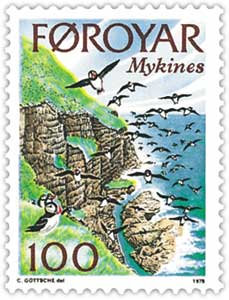
Mykines északi partja

Mykines Vágartól nyugatra fekszik, így Feröer legnyugatibb szigete. Két hegycsúcs található itt: a Knúkur (560 m) és az Árnafjall (350 m). A sziget keleti részén két nagy völgy húzódik, a Borgardalur és a Kálvadalur. A Korkadalur nevű északi völgyben találhatók a „sziklaerdő” névre hallgató bazaltoszlopok.
A tőle közvetlenül nyugatra fekvő Mykineshólmur nevű holmmal (amelyet nem számítanak Feröer 18 szigete közé) gyalogoshíd köti össze, amely 35 méter magasan ível át a Hólmgjógv fölött.

### Élővilág
A sziget gazdag, nemzetközi jelentőségű madárvilágáról nevezetes. A tengerből kiemelkedő madársziklákon kormoránok, lummák és alkák fészkelnek, feljebb, a füves lankákon pedig lundák tanyáznak, ürülékükkel bőséges tápanyagot biztosítva a növényzetnek. A madárkolóniák összesen mintegy 100 hektáron terülnek el. Évente mintegy 250 000 pár tengeri madár költ ezeken a területeken. A legjelentősebb fajok a lunda (125 000 pár), az európai viharfecske (50 000 pár), az északi sirályhojsza (50 000 pár), a háromujjú csüllő (23 100 pár), a lumma (9500 egyed), az atlanti vészmadár (2500 pár), az üstökös kárókatona (250 pár) és a fekete lumma (200 pár).
A szigeten mintegy 1000 juh is él.

## Népesség
| Év              | Lakosság |
| --------------- | -------- |
| 1986. január 1. | 27       |
| 1991. január 1. | 28       |
| 1996. január 1. | 18       |
| 2001. január 1. | 19       |
| 2006. január 1. | 20       |

## Közlekedés
Mykinesen nincsenek utak vagy utcák, csak gyalogutak. Apró kikötőjéből nyáron (május 1. és november 1. között) kompjáratok indulnak Sørvágurba. A sziget hajóval csak kedvező időjárás esetén megközelíthető, ezért korábban előfordult, hogy hetekig el volt vágva a külvilágtól. Ma már hetente háromszor az Atlantic Airways helikopterével is megközelíthető.